# 395년

## 연호
- 동진(東晉) 태원(太元) 20년
- 고구려(高句麗) 영락(永樂) 5년
- 후연(後燕) 건흥(建興) 10년
- 후진(後秦) 황초(皇初) 2년
- 서진(西秦) 태초(太初) 8년
- 북위(北魏) 등국(登國) 10년
- 후량(後凉) 인가(麟嘉) 7년

## 기년
- 동진(東晉) 효무제(孝武帝) 23년
- 북위(北魏) 도무제(道武帝) 10년
- 신라(新羅) 내물 마립간(奈勿麻立干) 40년
- 고구려(高句麗) 광개토왕(廣開土王) 5년
- 백제(百濟) 아신왕(阿莘王) 4년

## 사건
- 훈족의 서아시아 대원정
- 로마 제국이 동로마와 서로마로 행정구역 분할함.
- 고구려 광개토왕이 거란의 패려부를 쳐서 6부락 700영을 함락시키고 무수히 많은 가축을 얻었다.